# Armed Islamic Group
Armed Islamic Group, forkortet GIA (af fransk, Groupe Islamique Armé), er en algerisk terrorgruppe som siden starten af 90'erne har brugt voldelige metoder for at fjerne den algeriske regering, og i stedet oprette en islamisk stat.

## Baggrund
Da Den Islamiske Frelserfront ved valget i 1991 stod til at vinde, aflyste den daværende regering valget. Dette fik GIA til at droppe ikke-voldelige protester, og organisationen har siden da slået mere end 100.000 mennesker ihjel. Det er mennesker, som i GIA's øjne ikke er sande muslimer.